# Marie-Caroline d'Autriche (1748)
L'archiduchesse Marie-Caroline d'Autriche (née et morte le 17 septembre 1748) (allemand : Maria Karolina), est le dixième enfant et la fille de Marie-Thérèse d'Autriche, reine de Hongrie et de Bohême, et de François Ier (empereur des Romains).

## Vie
Le 17 septembre 1748, l'impératrice Marie-Thérèse a donné naissance à une fille. L'enfant montra des signes alarmants et il fut décidé qu'elle devait être baptisée urgemment. Elle fut prénommée Marie-Caroline, en mémoire de sa sœur décédée à l'âge d'un an en 1741. La petite archiduchesse mourut le même jour. L'impératrice fut soulagée d'apprendre que sa fille avait été baptisée avant de mourir.
Marie-Caroline est enterrée à la Crypte des Capucins, à Vienne.